# Кримгаз
ПАТ «Кримга́з» — публічна компанія зі штаб-квартирою в місті Сімферополь, АРК, яка займалася розподіленням, транспортуванням та постачанням газу в Автономній Республіці Крим.

## Історія
Кримське виробниче об'єднання газового господарства «Кримгаз» утворено 15 жовтня 1975 року на базі міжобласного підприємства зрідженого газу та обласного тресту «Облпромпобутгаз».
14 квітня 1995 року згідно Наказу Президента України про корпоратизацію державних підприємств вирбниче об'єднання «Кримгаз» реорганізовано у відкрите акціонерне товариство.
11 травня 2011 року «Кримгаз» реорганізовано у публічне акціонерне товариство.
У вересні 2012 року державні активи «Кримгазу» розміром у близько 24% акцій придбала компанія «Газтек», власником якої був олігарх Дмитро Фірташ. У свою чергу Антимонопольний комітет України дозволив реалізацію угоди про купівлю державної частки акцій.
3 вересня 2014 року самопроголошеним урядом Криму здійснено рейдерське захоплення ПАТ «Кримгаз». У свою чергу самопроголошений парламент Криму оголосив про націоналізацію газопроводів, що перебували у власності ПАТ «Кримгаз», та передачу їх новоствореному окупаційною владою оператору у формі унітарного підприємства «Кримгазмережі».